# Marie-Françoise
Marie-Françoise est un prénom féminin, fêté le 6 octobre.

## Personnes portant ce prénom
- Marie-Françoise d'Angoulême (1631 - 1696),
- Marie Françoise Élisabeth de Savoie (1646 - ...)
- Marie Françoise Catherine de Beauvau-Craon (1711-1787)
- Marie-Louise-Françoise de Pont-Wullyamoz (1751 -?)
- Marie-Françoise de Savoie (1914- 2001)
- Marie-Françoise Baslez  (1946-)
- Marie-Françoise Clergeau, (1948-)
- Pour voir tous les articles sur les personnes portant ce prénom, consulter la liste générée automatiquement pour le prénom Marie-Françoise.

### Saints des églises chrétiennes
- Marie-Françoise des Cinq Plaies († 1791), nom en religion d'Anne-Marie Gallo, napolitaine et tertiaire franciscaine[2].